# 金秀壮
金 秀壮（キム・スジャン、1957年11月15日 - ）は、韓国の囲碁棋士。ソウル市出身、韓国棋院所属、九段。国手戦挑戦者など。金秀英七段は兄。

## 経歴
1974年入段。1978年三段時に、国手戦でタイトル初挑戦、曺薫鉉に0-3で敗れる。1984年名人戦挑戦者、1988年KBS杯バドゥク王戦準優勝。1989年にIBM早碁オープン戦に出場、1回戦で東野弘昭に敗れる。1990年、テレビ囲碁アジア選手権戦1回戦で劉小光に勝ち、準決勝で武宮正樹に敗れる。1992年の東洋証券杯世界選手権戦で、車敏洙、武宮正樹を破ってベスト8進出、趙治勲に敗れる。1993年九段。韓国囲碁リーグでは、2007年に新星建設チームで出場、08年第一火災で出場。

### 棋歴
国際棋戦
- 東洋証券杯世界選手権戦 ベスト8 1992年

国内棋戦
- 国手戦 挑戦者 1978年
- 名人戦 挑戦者 1984年
- KBS杯バドゥク王戦 準優勝 1988年